# Глина (река)
Глина (хорв. Glina) — река в Хорватии, правый приток реки Купа. Длина реки — 100 км, площадь бассейна — 1426 км². Принадлежит к бассейну Дуная и Чёрного моря. Протекает по территории жупаний Карловачка и Сисачко-Мославачка.
Глина берёт начало в гористом регионе Кордун, к северо-востоку от города Слунь, неподалёку от деревни Глинско-Врело (Glinsko Vrelo, буквально «исток Глины»). В верховьях течёт на север, затем поворачивает на восток. Около деревни Малевац начинает образовывать границу с Боснией и Герцеговиной. Неподалёку от Малеваца и реки Глина с боснийской стороны расположен город Велика-Кладуша. Глина служит границей около 18 км вплоть до деревни Катиновац, где она поворачивает на северо-восток и возвращается на территорию Хорватии. Ниже протекает через города Топуско и Глина, впадает в Купу выше города Петриня.